# Karpaten-Katzenpfötchen
Das Karpaten-Katzenpfötchen (Antennaria carpatica) ist eine Pflanzenart aus der Gattung Katzenpfötchen (Antennaria) innerhalb der Familie der Korbblütler (Asteraceae). Sie gedeiht in den europäischen Gebirgen: Alpen, Pyrenäen und den Karpaten.

## Beschreibung

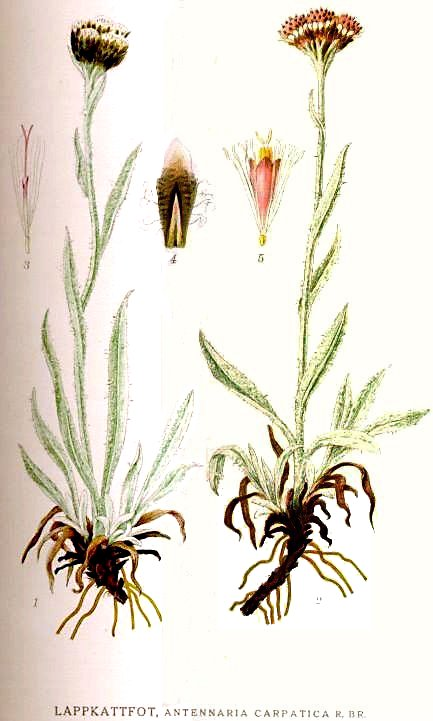
Illustration

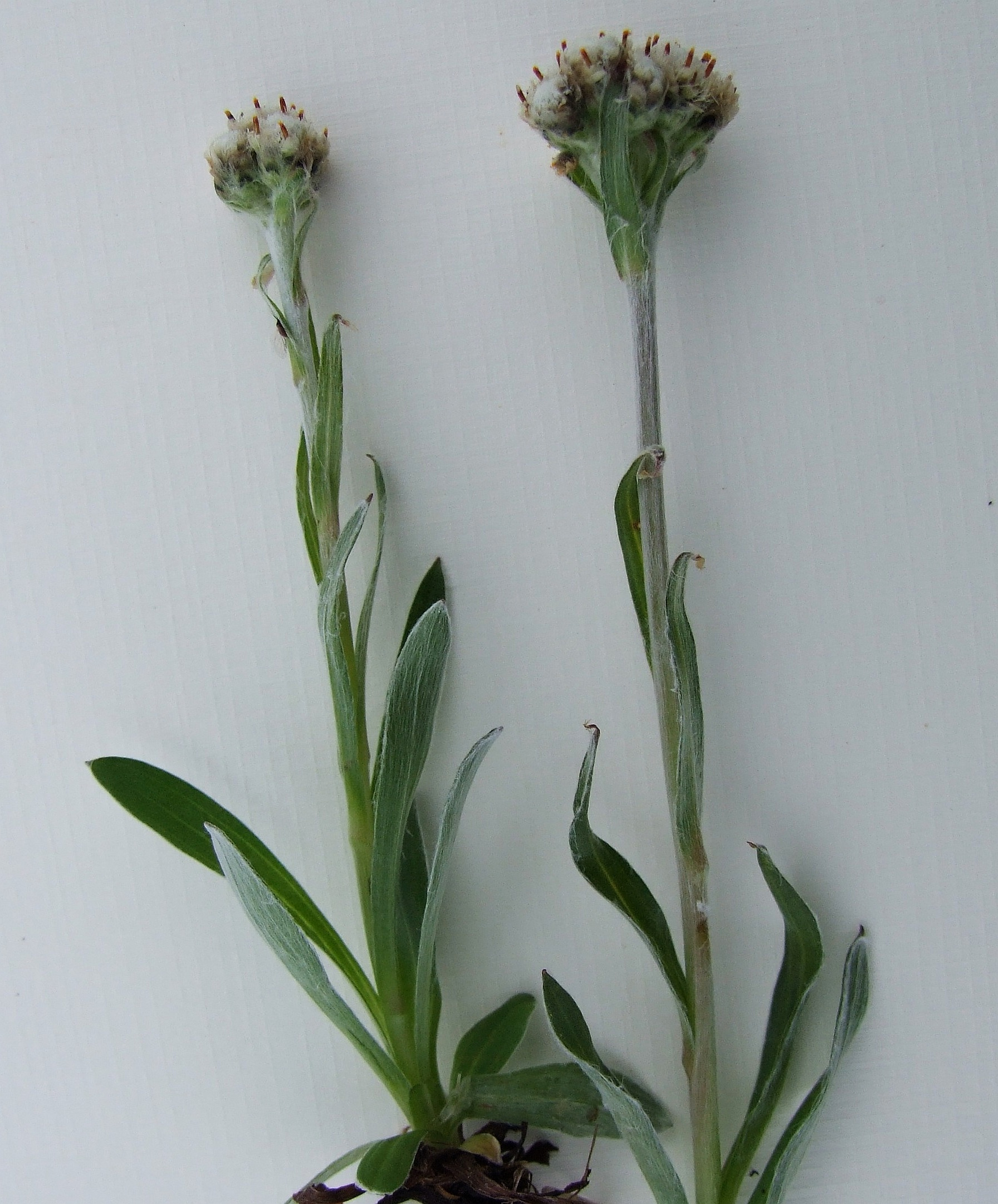
Habitus, Laubblätter und Blütenstände

### Vegetative Merkmale
Das Karpaten-Katzenpfötchen wächst als überwinternd grüne, ausdauernde krautige Pflanze und erreicht Wuchshöhen von etwa 10 bis 20, selten bis zu 25 Zentimetern. Im Gegensatz zum Gewöhnlichen Katzenpfötchen bildet es keine oberirdische Ausläufer. Die oberirdischen Pflanzenteile sind wollig-weißfilzig behaart. Der aufrechtem Stängel ist unverzweigt.
Die ganzrandigen Laubblätter sind unten meist länglich-verkehrt-eilanzettlich, die oberen länglich bis linealisch. Beide Blattflächen sind wollig filzig behaart.

### Generative Merkmale
Das Karpaten-Katzenpfötchen ist zweihäusig getrenntgeschlechtig (diözisch). In einem endständigen, doldentraubigen Gesamtblütenstand befinden sich zwei bis sechs körbchenförmige Teilblütenstände. Die Hüllblätter besitzen bräunliche Anhängsel und die inneren sind bräunlich sowie trockenhäutig. Die männlichen Blüten sind weißgelb, die weiblichen weiß bis rot.
Die Blütezeit liegt zwischen Juli und September.
Die Chromosomenzahl beträgt 2n = 56.

## Vorkommen
Das Karpaten-Katzenpfötchen gedeiht in den Alpen, Pyrenäen und den Karpaten.
In Österreich kommt es zerstreut in den Zentralalpen, in den Kalkalpen selten in den subalpinen bis alpinen Höhenstufen vor, es fehlt im Burgenland, Wien und Niederösterreich.
Das Karpaten-Katzenpfötchen gedeiht in Höhenlagen von 1400 bis 3200 Metern an Standorten mit schwach sauren Böden in trockenen, windexponierten Lagen (wind- und schneegefegte Grate). Es ist eine Elynion-Verbandscharakterart.
In den Allgäuer Alpen steigt es am Gipfel des Rauheck in Bayern bis in eine Höhenlage von 2383 Meter auf.
Die ökologischen Zeigerwerte nach Landolt & al. 2010 sind nach InfoFlora in der Schweiz: Feuchtezahl F = 2+ (frisch), Lichtzahl L = 4 (hell), Reaktionszahl R = 3 (schwach sauer bis neutral), Temperaturzahl T = 1+ (unter-alpin, supra-subalpin und ober-subalpin), Nährstoffzahl N = 2 (nährstoffarm), Kontinentalitätszahl K = 4 (subkontinental).

## Systematik
Die Erstbeschreibung erfolgte 1833 unter dem Namen (Basionym) Gnaphalium carpaticum durch Göran Wahlenberg in Flora Suecica (Wahlenberg), 2, S. 535–536. Die Neukombination zu Antennaria carpatica (Wahlenb.) Bluff & Fingerh. wurde 1825 durch Mathias Joseph Bluff und Carl Anton Fingerhuth in Compendium Florae Germaniae, 2, S. 348 veröffentlicht.
Je nach Autor gibt es von Antennaria carpatica etwa zwei Unterarten:
- Antennaria carpatica (Wahlenb.) Bluff & Fingerh. subsp. carpatica: Sie kommt in Polen, in der Slowakei und in der Ukraine vor.[5]
- Antennaria carpatica subsp. helvetica (Chrtek & Pouzar) Chrtek & Pouzar: Sie kommt in Spanien, Frankreich, der Schweiz, Österreich, Deutschland, Italien, Slowenien und Kroatien vor.[5]